# Ex chiesa dei Santi Cosma e Damiano
L'ex chiesa dei Santi Cosma e Damiano a Ferrara in via Carlo Mayr 44 è stata un luogo di culto cattolico e appartiene alla parrocchia ortodossa di "San Nicodemo di Tismana" della Chiesa ortodossa rumena.

## Storia
La chiesa fu costruita, su progetto di Francesco Mazzarelli, dagli architetti Francesco e Angelo Santini dal 1710 al 1738. Era l'oratorio degli speziali.
Nel 1736 Andrea Ferreri dotò l'oratorio di 10 grandi statue di stucco a grandezza naturale raffiguranti gli evangelisti e alcuni dottori della Chiesa e quattro busti in terracotta.
Nel 1933 la chiesa venne chiusa al culto ed in seguito adibita a magazzino.
Nel 1986 la chiesa venne acquistata dal Comune. Fu adibita a deposito di riviste e periodici della biblioteca comunale Ariostea.
L'edificio è stato danneggiato dal terremoto dell'Emilia del 2012.
Nel 2015 la chiesa è stata acquistata dalla parrocchia ortodossa romena di "San Nicodemo di Tismana" che ha provveduto a restaurarla.
Le celebrazioni nella chiesa da parte della comunità ortodossa sono iniziate nel 2020. In precedenza la  parrocchia ortodossa romena di "San Nicodemo di Tismana" era stata ospitata nella chiesa di Santa Francesca Romana e, prima ancora, nella chiesa di Santa Chiara Vergine.